# Gobiodon okinawae
Gobiodon okinawae és una espècie de peix de la família dels gòbids i de l'ordre dels perciformes que es troba des del sud del Japó fins al sud de la Gran Barrera de Corall, Palau i les Illes Marshall.
Els mascles poden assolir els 3,5 cm de longitud total.